# Зданович, Георгий Феликсович
Георгий Феликсович Зданович (псевдоним Г. Майашвили, 4 (16) ноября 1854 или 14 января 1855, Кутаиси — 30 июля (13 августа) 1917, Кутаиси) — грузинский публицист, критик, политик , революционер-народник и грузинский общественный деятель. Происходил из семьи польских эмигрантов, переселившихся в Грузию, один из основателей Социал-федералистской партии. В 1864—1871 годах учился в Кутаисской классической гимназии, в 1871—1873 годах — в Санкт-Петербургском технологическом институте. В студенческие годы был членом нескольких нелегальных революционных организаций. 
В 1875 году был арестован и в качестве обвиняемого участвовал во всероссийски известном «процессе пятидесяти». Суд приговорил его к семи годам ссылки.
С 1882 года Зданович начал сотрудничать с грузинской прессой и опубликовал ряд полемических статей. Он продолжал свою публицистическую деятельность до конца своей жизни. Среди его работ следует отметить: «Письмо к нашим общественным деятелям» (1882), «Старое и новое поколение и разговоры о них у нас» (1899), «Статья о Белинском» (1888), «Наши женщины и новое время» (1891). В 1882 году он ознакомился с работами Карла Маркса. В 1886 году перевел на русский язык «Нищету философии» Маркса, которая не была опубликована. В 1890-х годах занимался пропагандой марксизма.
С 1896 года Зданович работал председателем Совета промышленности Чиатуры. В 1907 году был избран председателем Главного комитета «Социалистов-федералистов»

## Биография
В литературе годом рождения Георгия Здановича чаще всего указывается 1855 год. В свидетельстве, составленном на имя матери Георгия, датами рождения и крещения Георгия Здановича указаны соответственно 14 и 29 января 1855 года, а в послужном списке Георгия Здановича указано 4 ноября 1854 года.
Из-за участия в польском восстании 1830 года дед Георгия вместе со своей семьей был сослан российским царским правительством в Грузию в качестве наказания. Отец Георгия, военный врач Феликс Зданович, также был подвергнут опале властями за участие в антиправительственном студенческом движении, из-за чего был исключен из Петербургской медико-хирургической академии. Мать Георгия, Мариам (Майя) Микеладзе, была образованной и хорошо воспитанной женщиной, дочерью внука Реваза Микеладзе, Манучара. Мать Георгия Здановича, Мариам (Маиа) Микеладзе, отличалась красотой, благородством и умом. Несмотря на то, что она не получила европейского образования, она была развитой и современной женщиной, которая понимала требования времени. Псевдоним Георгия Здановича, Маиашвили, происходит от имени матери. У Георгия Здановича была сестра, Ольга Микеладзе. Причины, по которым Ольга вместо фамилии отца и отчима выбрала фамилию матери, Микеладзе, неизвестны.
20 октября 1857 года, в возрасте 39 лет, Феликс Зданович скончался. Георгий был еще маленьким, 4 лет, и оставшаяся без отца и средств Майя была вынуждена вскоре снова выйти замуж. Она вышла замуж за прокурора Кутаисской судебной палаты, пожилого, но состоятельного Левана Коркашвили. У Майи и Левана Коркашвили родилось четверо сыновей: Николоз, Михаил, Константин и Василий. Георгий Зданович, по линии матери, был самым старшим среди братьев. У Георгия Здановича и его братьев всегда были хорошие и теплые отношения. Мать не обделяла вниманием ни одного из них, для нее любовь к детям и забота об их будущем стояли превыше всего. Начальное образование Георгий Зданович получил дома под руководством матери. Она же научила его грузинской грамоте; читала ему исторические рассказы, знакомила с общечеловеческими идеями «Витязя в тигровой шкуре», с его гуманизмом, что Георгию очень нравилось. Георгий Зданович выучил русский язык также в семье.

## Арест и судебный процесс
В 1860 году Георгий был принят в пансион Кутаисской гимназии, в 1864 году он был зачислен в подготовительный класс Кутаисской классической гимназии. В гимназии Георгий усердно учился, был активным участником общественной жизни гимназии, отличался ораторским и организаторским талантом, читал в основном литературу исторического и социально-экономического характера, участвовал в народнических кружках учащихся. В 1871 году окончил Кутаисскую гимназию. 17-летний Георгий Зданович был одержим желанием получить высшее образование, чтобы лучше служить своему народу и отстаивать интересы страны. После долгих размышлений и споров в семье было решено отправить его для получения высшего образования в Россию. Мать настоятельно советовала ему пойти по стопам отца и поступить в Петербургскую военно-медицинскую академию, однако Георгия Здановича больше привлекало изучение исторических и филологических наук, но случилось так, что для получения высшего образования он отправится в центр тогдашнего революционного движения России - Петербург и поступил в Технологический институт в Санкт-Петербурге. В 1873 году перешёл в медико-хирургическую академию. В 1874—1875 годах один из руководителей «кружка москвичей» («Всероссийская социально-революционная организация»). 

## Образование
Он довольно активно занимался распространением запрещенной литературы и имел политическое прозвище «Рыжий», это имя он иногда использовал и сам. Так, например, Иван Джабадари, во время нашего пребывания в Париже, получил письмо от Здановича, где вместо фамилии было подписано «Георгий Рыжий». Когда он учился в Петербурге и занимался революционной деятельностью, он влюбился в одну революционерку. Чувства Георгия к ней были серьезными, и он собирался жениться на ней. К сожалению, этому браку помешал арест Георгия. Потом эта девушка вышла замуж за другого. Это произвело на Георгия Здановича неизгладимое впечатление. Друзья объясняли безбрачие Георгия Здановича этим фактом. Арестован в сентябре 1875 года в Москве при получении транспорта нелегальной литературы из Кишинёва. 
В 1877 году состоялся процесс пятидесяти. Это был первый судебный процесс, на котором рассматривался вопрос о представителях рабочего революционного движения. Сорок пять обвиняемых, участвовавших в процессе, категорически отрицали предъявленные обвинения. На процессе с докладами выступили трое обвиняемых, в том числе Георгий Зданович. Они использовали судебный процесс как трибуну для пропаганды своих идей[1]. Они конкретными фактами разоблачали деспотизм царской власти, их неспособность управлять страной, выражали глубокую веру в неизбежность социальной революции. Зданович вообще отказался от адвоката. Он выступил на заседании с требованием проведения демократических и социалистических реформ.В 1877 году по «Процессу пятидесяти» осужден на каторгу на 6 лет 8 мес. Находился в заключении в Ново-Белгородской каторжной тюрьме, Мценской пересыльной тюрьме, на Карийской каторге. 

## Освобождение и борьба за права
В 1878 году Майя Микеладзе большими усилиями добилась разрешения видеть сына раз в месяц. Получив разрешение, Майя поспешила к сыну в Харьков. Мать увидела ужасающую картину. По возвращении в Кутаиси, 30 августа 1878 года, она обратилась к министру внутренних дел с просьбой, из канцелярии министра эта просьба попала в III отделение, здесь для представления шефу жандармов составили справку, где было написано: мать Георгия Здановича неоднократно обращалась с просьбами о помиловании, чтобы облегчить наказание её сыну, но результата не было. В это время чрезвычайно пожилая мать Георгия, Майя Микеладзе, снова с прежней энергией боролась за освобождение сына, летом 1888 года она воспользовалась приездом в Грузию императора Александра III и царской семьи, лично передала царю прошение о возвращении сына. В 1889 году Здановичу восстановили гражданские права, ему было разрешено вернуться в Грузию, и он поселился в родном городе Кутаиси. Жил рядом с бывшей грузинской гимназией (ныне 2-я публичная школа), на улице Гегути (ныне улица Асатиани) вместе со своей престарелой матерью. Сначала некоторое время работал и в Кутаисском сельскохозяйственном банке. У Георгия Здановича (Маиашвили) наступил тяжелый период. Правда, он не терял надежды и посылал прошение за прошением, помимо того, что все права были отобраны и ни одно его ходатайство не было удовлетворено, он столкнулся еще с одним фактом, принесшим огромную боль в его жизнь. Состояние здоровья его любимой матери ухудшилось. Мать и сын не прожили вместе долго, Майя Микеладзе вскоре умерла в 1891 году. Георгий Зданович продолжал борьбу, и в 1892 году 15 июля он добился того, что с него сняли явное полицейское наблюдение, но права, отобранные судом, не были восстановлены, и вместе с тем он был подвергнут тайному полицейскому наблюдению. Долго боролся Георгий Зданович за свое бесправие, он видел, насколько велика была его необходимость для общественной деятельности. В 1896 году он обратился с прошением к императору Николаю II и попросил восстановить права, отобранные судом.
В 1883 году выпущен на поселение, жил в Верхоленске Иркутской губернии, Семипалатинске. С 1886 года жил в Томске, сотрудничал в «Сибирской газете» под псевдонимом Майашвили.

## Публицистическая деятельность
Еще находясь в заключении, он начал литературную деятельность, сначала публиковал письма в рукописном журнале для заключенных, а в 1882 году в журнале «Иверия» было опубликовано обширное «Письмо к нашим общественным деятелям», которое впервые в истории журнала поставило вопрос о необходимости активного обсуждения и освещения экономической жизни и критиковало редакцию самой газеты.

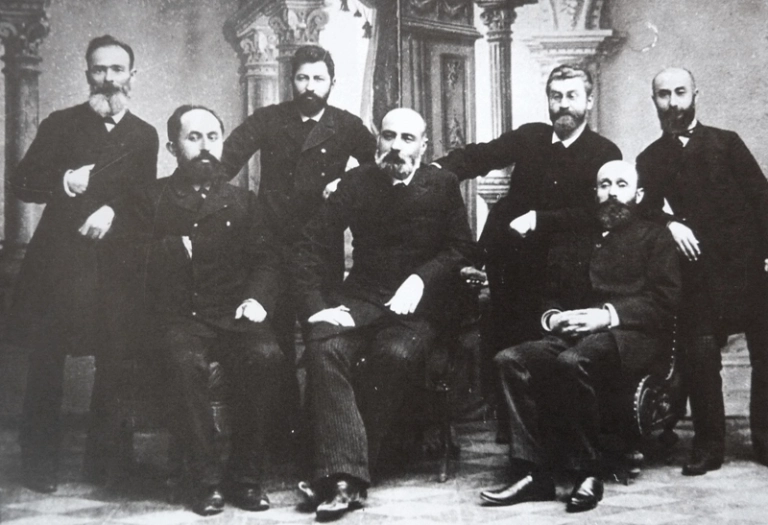
Георгий Зданевич месте с другими грузинскими общественными деятелями

В 1883 году он был освобожден и временно поселился в Верхоленске, Иркутской губернии, чуть позже в Семипалатинске. С 1886 года жил в Томске, сотрудничал с «Сибирской газетой» под псевдонимом Маиашвили.
Также интересны и заслуживают внимания те социально-политические взгляды Георгия Здановича, которые он высказал в своей первой статье «Милитаризм и капитализм», опубликованной на страницах «Нового обозрения».
В 1890 году Георгий Зданович напечатал в газете «Новое обозрение» статью - «Карл Вебер и сельскохозяйственные школы на Кавказе» (газета «Новое обозрение», 1890 г., № 2168). Поводом для написания этой статьи послужил доклад инженера-технолога Карла Вебера, прочитанный на заседании Сельскохозяйственного общества Кавказа 30 декабря 1889 года. В его работах содержалось ошибочное мнение об интеллектуальных способностях кавказского народа. Он говорит, что якобы южане не способны получить высшее образование. Георгия Здановича возмутило столь наглое выступление Карла Вебера, его бессмысленные и злые мысли, из-за чего Георгий упоминает его в ироническом тоне.
В 1890 году редакция «Нового обозрения» предоставила Георгию Здановичу свою весьма интересную рубрику - «В мире журналов». Под таким общим названием он опубликовал сначала пять статей, а затем продолжил публикацию писем того же характера под рубрикой - «Журнальные заметки», которую он продолжал печатать и в 1891 году и опубликовал еще четыре статьи. Указанные рубрики были продолжением статей, напечатанных в «Сибирской газете» «Из области журналистики». Он искусно скрывался от цензуры разнообразными названиями этих статей. В своих письмах Георгий Зданович кратко и понятно излагает вопросы, которые он выбирает для обсуждения при обзоре различных журналов. Он искусно находит повод, чтобы донести до читателя свое мнение по тому или иному интересующему вопросу. Он занимался публицистической и литературно-критической деятельностью на грузинском и русском языках и активно сотрудничал как с «Иверией» Ильи Чавчавадзе, так и с «Новым обозрением» Нико Николадзе. Помимо статей, написанных на экономические и политические темы, он опубликовал заслуживающие внимания литературно-критические письма о творчестве Ильи Чавчавадзе, Александра Казбеги, Георгия Натидзе (Меланиа)..
В 1891 году в газете «Иверия» (№ 95-142) был опубликован обширный труд Георгия Маиашвили «Наши женщины и новое время». Зданович был одним из первых феминистов и первым политиком-мужчиной в Грузии, который писал о правах женщин и необходимости их активного участия в политической жизни.

## Съезд манганских промышленников и председательство в совете
В 1889 году вернулся в Европейскую Россию, жил в Петербурге, а затем в Кутаиси, был сотрудником периодических изданий на Кавказе. Один из идейных руководителей грузинской партии социалистов-федералистов.
15 апреля 1896 года в городе Кутаиси состоялся «Первый (учредительный) съезд манганских промышленников Шорапанского уезда», который положил начало созданию представительного органа промышленников. Проект положения о съезде был составлен Георгием Здановичем, который следующий съезд, с некоторыми изменениями, единогласно принял. Положение подробно определяло цели и задачи этого органа, права и обязанности его членов, предметы ведения и т.д. Съезд собирался один раз в год. Его постоянно действующим исполнительным органом был совет съезда, который избирался тайным голосованием сроком на три года. Создание такого органа было направлено на объединение буржуазии, занятой в манганской промышленности, достижение высоких показателей в добыче и производстве мангана, улучшение образования и культуры народа Грузии, социального положения людей посредством этой сферы, расширение манганской промышленности, устранение монопольного положения иностранного капитала, экспорт добытой руды, благоустройство промышленного района, по возможности облегчение тяжелого положения трудящихся и т.д. После основания съезда его постоянно действующим исполнительным органом - председателем совета единогласно был избран Георгий Зданович, который с 1896 по 1917 год неизменно избирался на эту должность. Его заместителем был известный деятель и выдающийся литератор Кита Абашидзе. Общество однозначно положительно встретило эту инициативу.
В 1902 году для изучения тамошних методов производства марганца он по своему личному поручению отправляет Георгия Деканозишвили в Бразилию и на Кубу, который по возвращении, в 1905 году, издал в Кутаиси монографию о марганцевой промышленности в этих странах (на грузинском и русском языках), что стало важным толчком для развития этой отрасли в Грузии. С 1896 года совет функционировал в Кутаиси и только в 1907 году переехал в Чиатуру, несмотря на это Георгий Зданович в основном жил в Кутаиси, а делами на месте руководил его заместитель, Кита Абашидзе.
В последующие годы большая работа была проведена съездом промышленников и его советом под инициативой и непосредственным руководством Георгия Здановича для решения проблем труда и быта рабочих. Он всячески пытался изыскать средства для медицинского обслуживания рабочих, для важности санитарных учреждений, для упорядочения страхования рабочих. Как мы отметили, условия труда и быта рабочих в Чиатуре с самого начала были невыносимыми. Было решено выдавать зарплату по субботам, а воскресенье объявлялось выходным днем (до этого рабочим зарплату выдавали в воскресенье, чем значительно ограничивали их выходной день). В Чиатуре была построена великолепная баня, прачечная с механической сушкой. Было решено, что в шахтах будут учреждены дешевые столовые. Ввели страхование рабочих. Правда, оно касалось тех рабочих, которые работали непосредственно в шахтах, так называемых горных рабочих, но это все же было значительным шагом вперед. Фонд страхования горных рабочих создавался из полукопеечного подушевого сбора. Возрастала ответственность предпринимателя и количество денег, выплачиваемых пострадавшему рабочему в случае несчастного случая. Согласно существующему порядку, в случае несчастного случая рабочему выплачивалось вознаграждение, если он терял трудоспособность более чем на три дня. Предприниматель освобождался от ответственности только в том случае, если доказывал, что несчастный случай произошел умышленно или по грубой небрежности рабочего.

## Вклад Здановича в развитие Чиатуры

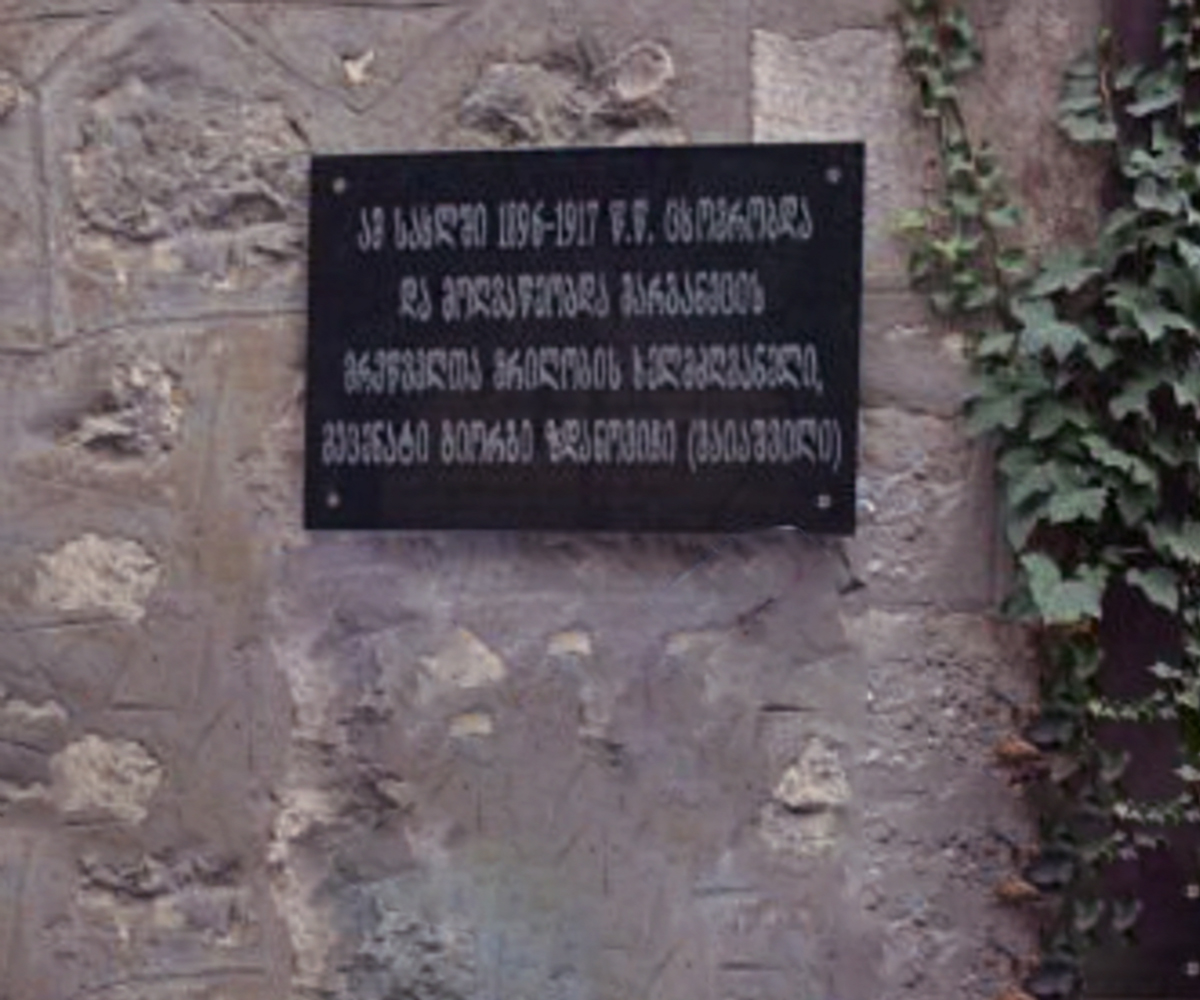
Мемориальная доска Георгия Зданевича в городе Чиатура

Во время деятельности по добыче марганца и другой экономической деятельности его заместителем и правой рукой был известный грузинский литературовед, критик, публицист, общественный и политический деятель Кита Абашидзе. Их усилиями в 1897 году в Чиатуре был открыт медицинский пункт больничного типа на шесть коек и с небольшой аптекой. Тогда его обслуживал только один врач. Впоследствии положение еще более улучшилось, была построена новая больница на 80-100 коек. Ее обслуживали 26 сотрудников, в том числе два врача и пять фельдшеров. У больных было такое питание, какого не было ни в одной больнице тогдашней Грузии. Были созданы медико-санитарный и санитарно-ветеринарный отделы и другие. В некоторых селах промышленного района были открыты медицинские пункты. Они должны были оказывать первую медицинскую помощь в высокогорных местах и шахтах. В сельской местности, где испытывали нехватку воды, были проведены водопроводы. Для обеспечения шахт водой из источников, где это было необходимо, проводились мероприятия. В тот период в Чиатуре не было ни одного мероприятия, в котором он не принимал бы участия, строил улицы, дороги, мосты, рабочие театры, столовые, библиотеки, бани, водопроводы, канализационные системы и другое. Были проложены телефонные линии; по его инициативе была создана постоянная контрольная комиссия, которая значительно ограничивала возможность промышленников и представителей иностранных фир обманывать в весе при работе.
В 1905 году в Чиатуре, а в 1906 году в Чикоури были открыты дешевые столовые для рабочих. Были открыты народные школы в селе Мгвиме, Зеда-Аргана и Шукрути. В Чиатуре было открыто двухгодичное горное училище. Большое внимание уделялось Чиатурской духовной приходской школе. На ее содержание совет ежегодно тратил 600 рублей. С 1897 года в Чиатуре и Кутаиси (в здании совета съезда) были открыты читальни общего пользования. Совет оказывал большую материальную помощь Чиатурскому отделению Общества по распространению грамотности среди грузин. Были построены воскресная школа, народная читальня и народный театр. Вскоре начальная школа и читальня в Чиатуре расширились. Новая читальня была основана и в селе Чикоури. В 1904 году была создана организация «Чиатурское общественное собрание», целью которой было объединение любителей музыки и драматического искусства. Была построена небольшая электростанция, и с 1907 года население Чиатуры пользовалось электрическим освещением; в 1911-1914 годах в Чиатуре существовали Чиатурское городское училище, Чиатурское высшее начальное училище для мальчиков, Чиатурское начальное училище, высшее начальное училище для девочек, Чиатурское низшее начальное училище для девочек, Чиатурское горно-техническое отделение и другие.

## Общественная деятельность

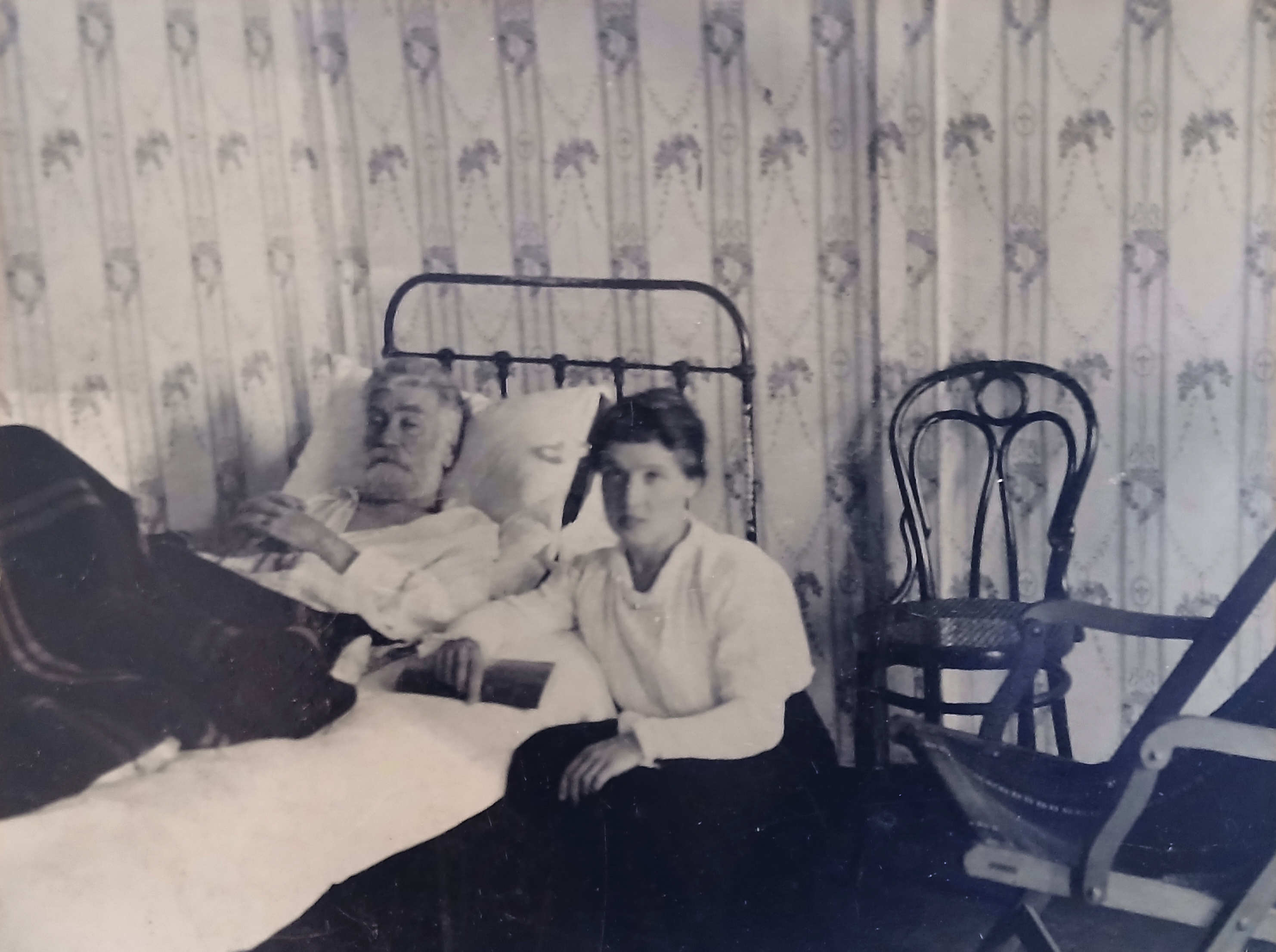
Больной, прикованный к постели Георгий Зданевич

В 1900 году решением третьего съезда писателей в горных школах были учреждены стипендии в размере от 300 до 500 рублей в год, для студентов высшего горного училища размер стипендии был определен в размере 600 рублей в год. В 1905-1906 годах совет по линии стипендий выплачивал 30 000 рублей в год, число стипендиатов достигало 165-185 человек. Стипендии назначались учащимся в соответствии с их способностями и академической успеваемостью. Число стипендиатов в учебных заведениях низшего типа составляло 78 человек, в учебных заведениях среднего типа - 65, а в высших - 28. Без этих стипендий многие выдающиеся грузины не смогли бы окончить передовые университеты Франции, Швейцарии, Германии, России и других стран. Многие из них впоследствии стали выдающимися деятелями науки, искусства и промышленности. Среди них следует отметить профессора Иосифа Кипшидзе, Николаишвили, инженеров - Хундадзе, Цуликидзе, Чхеидзе, композитора Поцхверашвили, художника Давида Какабадзе, писателя Константина Гамсахурдиа, Аристо Чумбадзе и многих других. 
В личном архиве также хранится множество писем, описывающих благотворительную деятельность, будь то финансирование обучения студентов, оплата расходов на лечение больных, помощь людям в поиске работы или просто финансовая поддержка людей в трудное время. Одно из относительно известных писем - письмо Ивана Джавахишвили, где от имени петербургского грузинского общества он просит Георгия Здановича профинансировать обучение за границей молодого и талантливого студента Давида Какабадзе. В конце письма Иван Джавахишвили также добавляет личную приписку. В личном архиве Георгия Здановича также хранится более 100 писем Кита Абашидзе, большая часть которых касается вопросов Чиатуры и добычи марганца, однако есть и очень интересные письма на актуальные для того времени темы, а также об их отношениях с Акакием Церетели, Нико Николадзе и другими людьми.

## Общество по распространению грамотности среди грузин
На протяжении многих лет Георгий Зданович плодотворно работал в качестве председателя Кутаисского отделения Общества по распространению грамотности среди грузин. На эту должность он был избран в 1909 году и руководил организацией до своей смерти. По инициативе Георгия из средств, выделенных банком Кутаиси для общества, 8 тысяч рублей было отложено на устройство грузинской дворянской школы в Кутаиси. Это общество оказало неоценимую услугу Кутаиси в деле формирования и развития грузинской национальной педагогической мысли и национальной системы образования, а также в деле пробуждения национального духа в обществе города. Учреждение оказывало помощь грузинским писателям и общественным деятелям, учащимся и студентам, однако не всегда имело достаточно средств для этой деятельности, из-за чего Георгий Зданович часто финансировал подобные благотворительные мероприятия из своего собственного кармана или из бюджета совета манганских промышленников. В 1886-1919 годах членом этого же общества была и его сестра - Ольга Микеладзе. Георгий много работал в Обществе по распространению грамотности среди грузин и настолько любил эту организацию, что завещал ей свой дом и финансовые ресурсы.

## партия социалистов-федералистов Грузии
С 1895 года началось поэтапное преобразование «молодых иверийцев» в отдельную национально-радикальную группу. В 1901 году бывшие «молодые иверийцы» создали инициативную группу партии — главный комитет, который в 1903 году издал в Париже газету «Сакартвело» («Грузия»). В 1904 году окончательно оформилась Социалист-федералистская революционная партия Грузии (на Женевской конференции). Партия выдвинула требование восстановления национального государства в форме национально-территориальной автономии Грузии. Основателями и лидерами партии были: Г. Ласхишвили, Г. Зданович-Маиашвили, А. Джорджадзе, Г. Деканозишвили, К. Абашидзе, С. Пирцхалава, Гр. Рцхиладзе и другие. Партия социалистов-федералистов (Социалист-федералистская революционная партия Грузии) была первой политической партией национального направления в Грузии. Наряду с национальным характером, партия была социалистической и стояла на позициях демократического социализма. Георгий Зданович активно участвовал в деятельности партии социалистов-федералистов и был лидером её лево-народнического направления.
В 1907 году, после реорганизации партии на второй и третьей конференциях, состав Федерального центрального комитета партии социалистов-федералистов был следующим: Г. Зданович (председатель), Гр. Рцхиладзе (заместитель председателя), С. Пирцхалава (заместитель председателя), В. Лорткипанидзе, А. Мдивани, А. Джабадари, Г. Ласхишвили, К. Абашидзе, Е. Авалишвили, И. Мчедлишвили. П. Сургуладзе и В. Рцхиладзе были избраны секретарями комитета. После ухода Г. Здановича и К. Абашидзе из Федерального центрального комитета в связи с созданием Кутаисского партийного комитета, их заменили А. Джабадари на посту председателя и И. Гуладзе на посту члена комитета.
7-12 мая 1917 года состоялась очередная конференция партии социалистов-федералистов. Это была четвёртая конференция по счёту, но, по решению самих федералистов, её назвали «первой» свободной конференцией. Начиная нумерацию сначала, социалисты-федералисты подчеркивали то обстоятельство, что майская конференция проходила в свободной обстановке, легально и в условиях произошедшей революции конференция должна была определить стратегию и тактику партии в новых условиях. Первый доклад имел соответствующее название — «Современный момент и наша тактика». Остальные доклады также касались вызовов времени: отношение к другим партиям и народам; война, аграрный вопрос, автономия Грузии и организационные вопросы. 157 полномочных делегатов собрания овациями приветствовали Георгия Здановича и Киту Абашидзе, обоих назвали почётными председателями конференции.

## Ложа "Кавказская"
Георгий Зданович вместе с Евгением Гегечкори и Николай (Карло) Чхеидзе основывает масонскую ложу под названием "Кавказская", к которому после основания присоединяются Кита Абашидзе, Ясон Бакрадзе, Александр Диасамидзе, Петре Кипиани и другие. Георгий сам руководит этим почтенным объединением, которое было построено на братстве, верности и рвении членов, и его общими целями было внедрение в обществе принципов гуманности, терпения, любви к человеку и уважения. Параллельно с целями общество пыталось собрать полезных для страны людей и оказывать прямое или косвенное влияние на процессы, происходящие в стране. В воспоминаниях 1928 года, записанных в Брюсселе, Евгений Гегечкори считает датой создания общества 1915 или 1916 год. Николай Чхеидзе в интервью , записанном в Марселе в 1925 году, называет 1911 год годом основания «Кавказского». В том же интервью Николай Чхеидзе вспоминает, что протоколы собраний общества и другая документация уничтожались сразу после завершения собрания, из-за чего подробная информация о деятельности общества и его членов дошла до нас в меньшей степени. Только из личных писем, отправленных членами друг другу, мы узнаем отдельные сведения о том, как они пытаются заниматься строительной деятельностью в разных городах, помогать выдающимся молодым людям и помогать людям, преследуемым за любовь к своей стране. В архиве Георгия Здановича под архивным номером N 6416 / 420 находится документ, где член общества Ясон Бакрадзе, с согласия другого члена, Кита Абашидзе, пишет Георгию Здановичу, что они должны сделать все возможное, чтобы добиться смягчения наказания известному церковному деятелю и впоследствии патриарху Кириону I, в письме также говорится о необходимости избегать преследований церкви. После письма информация о действиях, предпринятых членами «Кавказской» ложи, не найдена, однако в качестве исторического факта известно, что российская жандармерия в 1915 году прекратила преследование Кириона и вернула ему право служения, однако не разрешила ему вернуться в Грузию.

## Личный архив и другие материалы

Каталог архива Георгия Зданевича, составленный Еленой Назаришвили

Его личный архив включает более 1000 писем, статей и личных вещей, и основная часть хранится в архиве Кутаисского государственного исторического музея, фонд № 6416. Материалы архива были собраны и переданы в музей дочерью Дмитрия Назарашвили - Еленой (Элеонорой, Эло) Назаришвили. Эта женщина лично знала все документы и их авторов, поэтому она сама описала эти материалы музейным способом и внесла их в каталожную систему. Вероятно, значительная часть архива Георгия Здановича попала в личный архив какого-то частного лица. Что касается оригиналов его сочинений, они могли быть переданы редакции газеты «Наш друг», поскольку с первого номера газеты в 1916 году сообщалось, что «годовые подписчики получат сборник Г. Маиашвили». Это сообщение систематически повторяется. В последнем номере газеты появилось объявление для подписчиков 1916 года: по независящим от нас причинам издание сборника сочинений Георгия Маиашвили, как и было обещано годовым подписчикам, задержалось. Последний будет роздан подписчикам в первых числах апреля. Этот сборник впоследствии не был издан, и архив газеты «Наш друг» не сохранился. Из публикации газеты не видно, какие именно сочинения должны были войти в сборник. При изучении архива было обнаружено, что Георгий Маиашвили большинство своих писем публиковал без подписи.
В Национальном архиве Грузии в фонде № 481 хранится материал, который заслуживает внимания тем, что 25 января 1919 года на заседании Главного правления Общества по распространению грамотности среди грузин было рассмотрено ходатайство Анастасии Элиавы, которая просила общество помочь внебрачному сыну Здановича, Георгию Воробьеву (8-летнему ребенку). Правление общества отказало в удовлетворении этого ходатайства, в связи с чем факт наличия внебрачного ребенка можно считать ошибочным.

## Религия
Несмотря на то, что отец Здановича, Феликс, был католиком польского происхождения, Георгий был православным христианином. В личном архиве Георгия Здановича, хранящемся в Кутаисском историческом музее, деле № 22/2393, хранится свидетельство о крещении, составленное на имя матери Георгия, где датой крещения указано 29 января 1855 года. Также Георгий и его братья упоминаются в документе о строительстве церкви Спаса Вознесения в поселке Сафичия в Кутаиси в качестве жертвователей, здесь же отчим Георгия, Леван Коркашвили, указан в качестве одного из организаторов строительства храма. Также считается, что Георгий непосредственно участвовал в вопросе строительства церкви в городе Чиатура. То, что Зданович был верующим человеком и всегда это подчеркивал, 23 марта 1876 года в протоколе допроса, характеризуя себя, начинает так: «Я Георгий, сын Феликса Здановича; образование получил в Кутаисской классической гимназии, я православного вероисповедания». В личных письмах он активно обсуждает с друзьями проблемы преследования служителей церкви и необходимость реагирования на них. Из письма, хранящегося в том же архиве, выясняется, что он был крестным отцом сына Кита Абашидзе и Текле Джамбакур-Орбелиани, Георгия Абашидзе, который был расстрелян за участие в восстании 1924 года. 

## Болезнь и смерть

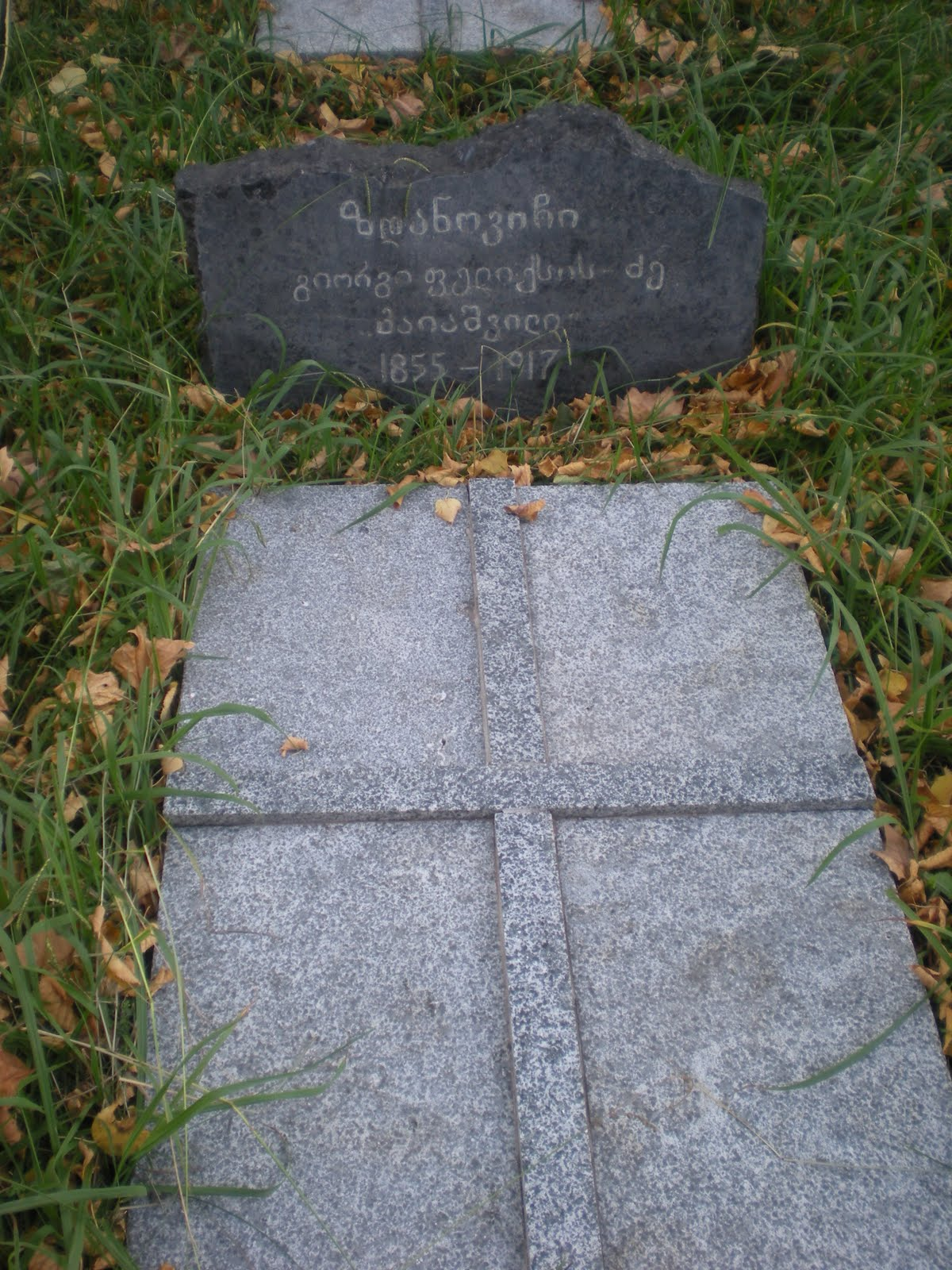
Могила Георгия Здановича в Кутаиси, в пантеоне общественных деятелей Мцванеквавила.

Георгий тяжело заболел в 1916 году, слег в постель, и, поскольку у него не было семьи, заботу о нем взял на себя Кита Абашидзе. В результате продолжительной и тяжелой болезни Зданович скончался 30 июля 1917 года в Кутаиси . Он был похоронен 9 августа 1917 года на холме Акриели в ограде Багратского собора, а в 1956 году общественность оказала ему особую честь, и он был перезахоронен в пантеоне общественных деятелей Мцванеквавила. Надпись об имени и фамилии символично сделана на надгробном камне, обработанном с соблюдением масонских правил, на полуобтёсанном «грубом» камне, а годом рождения указан 1955 год.
Жилой дом в Кутаиси по его завещанию[1] был передан Обществу по распространению грамотности среди грузин. Дом располагался на улице Ильи Чавчавадзе, примыкал к двору мужской гимназии (той же дворянской гимназии). Однако, несмотря на завещание, имение было продано частному лицу. Поскольку с 1917 года все имущество дворян было передано государству, директор гимназии, известный писатель и общественный деятель Силован Хундадзе попросил правительство Демократической Грузии вернуть имение. Оно действительно было передано гимназии, и в настоящее время двор и дом Георгия Здановича принадлежат средней школе №2 города Кутаиси.